# La Parade de la gloire
Pour plus de détails, voir Fiche technique et Distribution.
La Parade de la gloire (Stars and Stripes Forever)  est un film musical américain de Henry Koster, sorti en 1952

## Fiche technique
- Titre français:  La Parade de la gloire
- Titre original : Stars and Stripes Forever
- Réalisateur : Henry Koster
- Production : Lamar Trotti
- Société de production et de distribution : Twentieth Century Fox
- Scénario : Lamar Trotti d'après une histoire d'Ernest Vajda et le livre Marching Along de John Philip Sousa
- Directeur de la photographie : Charles G. Clarke
- Montage : James B. Clark
- Musique : Alfred Newman (non crédité)
- Chorégraphe : Al White Jr.
- Direction artistique : Lyle R. Wheeler et Joseph C. Wright
- Décors de plateau : Claude E. Carpenter et Thomas Little
- Costumes : Dorothy Jeakins, Charles Le Maire et Sam Benson (non crédité)
- Pays : américain
- Langue : anglais
- Format : Couleurs (Technicolor) - 35 mm - 1,37:1 - Son : Mono (Western Electric Recording)
- Durée : 90 minutes
- Genre : Film musical ; Film biographique
- Dates de sortie :
  - États-Unis : 22 décembre 1952
  - France : 24 août 1953

## Distribution
- Clifton Webb : John Philip Sousa
- Debra Paget : Lily Becker
- Robert Wagner : Willie Little
- Ruth Hussey : Jennie Sousa
- Finlay Currie : Colonel Randolph
- Roy Roberts : Major Houston
- Thomas Browne Henry : David Blakely

Acteurs non crédités
- Casey Adams : Narrateur
- George Chakiris : Danseur
- Ruth Clifford : Infirmière
- Si Jenks : Loueur de bateaux